# Георгій Двалі
Георгій (Гія) Двалі (груз. გიორგი (გია) დვალი, народився в 1964 році в Тбілісі) — грузинський і американський фізик, професор фізики Центру космології і фізики елементарних частинок Нью-Йоркського університету і Мюнхенського університету Людвіга-Максиміліана; директор інституту фізики Макса Планка в Мюнхені.

## Біографія
Закінчив Тбіліський державний університет у 1992 році, отримав ступінь доктора філософії з фізики вищих енергій і космології. Працював у Міжнародному центрі теоретичної фізики імені Абдуса Салама в Трієсті і в CERN у Женеві. Фахівець з квантової гравітації і теорії «Великого вибуху».
Спільно з Німой Аркані-Хамедом і Савасом Дімопулосом розробив ADD-модель на основі теорії струн. Ця модель могла пояснити відносну слабкість гравітації інших сил, у яких стандартна модель обмежена мембраною з (3+1) вимірами, але при цьому гравітація могла поширюватися на додаткові поперечні просторові виміри, які компактні, але можу досягати однієї десятої міліметра. У цих рамках квантова гравітація, теорія струн і чорні діри можуть бути експериментально вивчені на Великому адронному колайдері. Двалі займається вивченням широкомасштабної модифікації гравітації і її застосуванням до проблеми космологічної постійної. Спільно з Григорієм Габададзе і Массімо Порраті він просував цей напрямок, запропонувавши в результаті коваріантну модель інфрачервоної модифікації гравітації (DGP-модель) та вивчивши безліч нових і тонких особливостей подібних моделей.
За теорією Георгія Двалі, який цікавиться і чорними дірами, що простір всередині діри не є порожнім, а заповнений гравітонами (квантами поля тяжіння), які перебувають у стані з мінімально можливою енергією. Двалі заперечує факт зникнення інформації в чорній дірі: вона просто перезаписується на нові носії, тому парадоксів виникати не може. Також, на думку Двалі, чорна діра при випаровуванні нагрівається до високої температури, зменшуючись в радіусі, але збільшуючись в масі (радіус залишуваної частинки не може бути більше радіуса дірки), і ця гіпотеза є варіантом відповіді на питання, чому маса елементарних частинок так мала і чому гравітаційне взаємодія слабше електромагнітного.
Двалі у 2000 році отримав премію мера Нью-Йорка за видатні досягнення в науці та техніці, став членом фізичних товариств імені Девіда і Люсіль Паккард і Альфреда Слоуна, а також професором університету Гумбольдта в 2008 році.